# スピード☆スター
『スピード☆スター』は、平野綾の2枚目のオリジナルアルバム。2009年11月18日にLantisから発売された。

## 解説
シングル曲「Unnamed world」、「Set me free」「Super Driver」を含む全13曲収録のオリジナルアルバム。書き下ろし曲の作詞は全て平野綾自身が手掛けている。初回限定盤はスリーブケース仕様&「スピードスター」のMusic clipDVD付。本作を引っ提げたライブツアー『スピード☆スターツアーズ』が同年12月より行われた。

## 収録曲
1. stereotype 〜inst〜 [1:00] 
作曲･編曲：nishi-ken
2. Super Driver [4:19] 
作詞：畑亜貴、作曲・編曲：神前暁
  - テレビアニメ『涼宮ハルヒの憂鬱（2009年版）』オープニングテーマ
3. Sing a Song! [3:41] 
作詞：平野綾、作曲・編曲：黒須克彦
  - TBS『ランク王国』2009年4月・5月度オープニングテーマ
4. OH! My Darlin' [4:58] 
作詞：平野綾、作曲･編曲：nishi-ken
5. Kiss♥me [2:57] 
作詞：平野綾、作曲･編曲：nishi-ken
6. 水たまり [4:09] 
作詞：平野綾、作曲･編曲：黒須克彦
7. あの花のように [3:55] 
作詞：平野綾、作曲･編曲：黒須克彦
8. アイシテ! [4:18] 
作詞：平野綾、作曲･編曲：黒須克彦
  - 『Super Driver』カップリング曲
9. VOXX [4:14] 
作詞：平野綾、作曲・編曲：Tom-H@ck
10. Set me free [3:41] 
作詞：平野綾、作曲：黒須克彦、編曲：nishi-ken
  - 『アニメロミックス』公式サイト-Spring- テーマソング
  - テレビ埼玉『アニたま』2009年5月度エンディングテーマ
  - テレビ埼玉ほか『Run Run LAN!』2009年4月・5月度オープニングテーマ
11. LocK-oN [4:49] 
作詞：平野綾、作曲･編曲：nishi-ken
12. スピード☆スター [4:37] 
作詞：平野綾、作曲･編曲：nishi-ken
13. Unnamed world [3:32] 
作詞：畑亜貴、作曲：黒須克彦、編曲：nishi-ken
  - シングル盤とは別アレンジ